# Golfo di Amundsen
Il golfo di Amundsen (in inglese Amundsen Gulf) è situato nel mar glaciale Artico ed è delimitato a nord dalla costa meridionale dell'isola di Banks, a est dall'isola Victoria, a sud dalla costa canadese settentrionale ed a ovest dal mare di Beaufort. A nord tramite lo stretto del Principe di Galles comunica con il Canale Visconte Melville e lo stretto di McClure. Il golfo si estende per circa 400 km e per circa 150 km di ampiezza.
Nel 1850 fu esplorato per la prima volta dalla spedizione di Robert McClure nel suo viaggio alla ricerca del passaggio a nord-ovest. Tra il 1903 e il 1906 fu attraversato dall'esploratore norvegese Roald Amundsen (da cui prende il nome) che compì per la prima volta l'intero percorso del passaggio a nord-ovest.
Le coste del golfo sono poco popolate, ma vi sono qualche città e comunità, comprese Sachs Harbour, Ulukhaktok e Paulatuk. Verso il nord del golfo si trova lo Stretto del Principe di Galles. Dirigendosi a sudest ed est si giunge allo Stretto Dolphin e Union, passata la baia di Simpson, e nel Golfo dell'incoronazione, Di qui si può giungere infine nello stretto di Victoria, attraverso lo Stretto di Dease, entrando nel Golfo della regina Maud e dirigendosi a nordest. Invece chi si dirigesse verso ovest e nordovest entrerebbe dapprima nel mare di Beaufort e quindi nell'Oceano Artico.
Tutto il golfo si trova nella regione climatica della tundra artica, caratterizzata da inverni estremamente freddi. Nel tardo inverno il mare del golfo di Amundsen è ghiacciato. Gran parte del ghiaccio si rompe in luglio, negli anni normali, ma in certe zone delle estremità orientale e settentrionale il ghiaccio si rompe solo in agosto.
I cetacei beluga, le foche, i salmerini, i merluzzi glaciali e anche i salmoni popolano le acque del golfo, questi ultimi sono comparsi per la prima volta al largo di Sachs Harbour tra il 1999 e il 2001.
Vi sfocia il fiume Horton.